# Симеон (архиепископ Сибирский)
Архиепископ Симеон — епископ Русской православной церкви, архиепископ Сибирский и Тобольский.

## Биография
Родился в Велико-Новгородской епархии. Монашество принял в Троицком Макариев-Желтоводском монастыре.
С 1649 года был игуменом Боровского Пафнутиева монастыря.
9 марта 1651 года в Московском Успенском соборе Патриархом Иосифом хиротонисан во епископа Сибирского и Тобольского с возведением в сан архиепископа.
Вскоре по приезде в Тобольск построил при архиерейском доме домовую церковь во имя 40 мучеников Севастийских, в память дня своей хиротонии.
22 января 1654 года выехал в Москву для присутствия на Соборе по делу исправления богослужебных книг.
14 декабря 1654 года вернулся в Тобольск.
Архиепископ Симеон, сочувствовавший протопопу Аввакуму, находившемуся в изгнании в Тобольске, дал ему священническое место. Но и в Тобольске протопоп Аввакум скоро успел вооружить против себя многих. Дьяк архиепископского двора Иван Струна за что-то невзлюбил и преследовал дьячка той церкви, в которой служил Аввакум. Однажды, во время отъезда архиепископа Симеона в Москву, когда Аввакум с дьячком своим Антоном отправлял вечерню, Струна вбежал в церковь и схватил Антона на клиросе за бороду. Аввакум тотчас оставил службу, затворил и замкнул двери церкви, чтобы не впустить никого из пришедших с Струною, а самого Струну с помощью дьячка посадил на полу среди церкви и отстегал его ремнем «нарочито». Родственники Струны, также попы и чернецы, возмутили весь город, чтобы убить Аввакума, так что он целый месяц бегал от них и скрывался, иногда ночевал в церкви, иногда уходил к воеводе. Когда возвратился архиепископ, Аввакум пожаловался ему и прибавил, что в его отсутствие дьяк Струна не подверг никакому наказанию одного кровосмешника, взяв с него полтину. Владыка велел сковать дьяка Ивана Струну, но Струна ушёл к воеводам в приказ. Воеводы отдали Струну на поруки боярскому сыну Бекетову. А владыка, по совету Аввакума, предал Струну в Неделю Православия проклятию. И это проклятие до того поразило Бекетова, что он вышел из себя и тут же в церкви бранил архиепископа и Аввакума, а на пути в дом свой внезапно скончался. Владыка и Аввакум приказали бросить тело несчастного среди улицы собакам и только через три дня похоронили. Полагают, что архиепископ Симеон сочувствовал и другим противникам церковных реформ. За это патриарх Никон запретил в священнослужении архиепископа Симеона на целый год (с 25 декабря 1656 по 25 декабря 1657 года).
В 1660 году Симеон благословил основание Свято-Троицкого Туруханского монастыря.
В августе 1660 года архиепископ Симеон самовольно выехал в Москву с жалобой на тобольского воеводу, боярина князя И. А. Хилкова. Конфликты между сибирскими архиереями и представителями воеводской
администрации были скорее обычным явлением, чем редкостью. Однако ситуация, когда Сибирский архиерей самовольно покидает кафедру и едет «искать правду» в Москву, была экстраординарным событием. Дело это он не выиграл, но получил полное удовлетворение своего ходатайства о нуждах епархии.
1 марта 1663 года вторично выехал в Москву, по вызову государя.
Архиепископ Симеон был человек прямой, энергичный, ревниво оберегал свои права и отстаивал права угнетаемых. «Повелено нам, богомольцам твоим, — говорил он в одной записке царю, — беспомощным в напастях руку помощи подавать», поэтому у него были частые столкновения с воеводами.
Много потрудился святитель над благолепием службы, над благоустройством церквей. Во время его управления Сибирской епархией в ней были основаны монастыри: Межугорский Иоанно-Предтеченский (1653), Кодинский Свято-Троицкий, Спасский в городе Якутске, Туруханский Троицкий (1660), Алексиевский (во имя Алексия, человека Божия) в городе Томске (1662), Троицкий в Киренске (1663).
Время управления Сибирскою епархией преосвященным Симеоном ознаменовано прославлением некоторых чудотворных икон и явлением мощей мученика Василия Мангазейского († 1602; память 22 марта/4 апреля). В августе 1659 года по благословению архиепископа Симеона было произведено свидетельствование мощей святого Василия.
16 февраля 1664 года уволен на покой и отправлен на обещание в Московский Покровский монастырь. В том же году на него возложена должность смотрителя и старшего справщика церковных книг на печатном дворе в Чудовом монастыре.
В 1675 году патриархом Иоакимом послан в Макариев-Желтоводский монастырь для свидетельствования мощей преподобного Макария, скончавшегося 25 июля 1444 года.
Скончался архиепископ Симеон в Московском Чудовом монастыре, но неизвестно когда (в 1678 году был ещё жив и присутствовал на Московском соборе о церемонии в неделю Ваий).